# Máquina para votar
Una máquina para votar es una máquina que se utiliza para registrar o contar los votos. Las primeras máquinas de votación eran mecánicas pero cada vez es más común utilizar máquinas de votación electrónicas. Tradicionalmente, una máquina de votación se ha definido por su mecanismo y si el sistema cuenta los votos en cada lugar de votación o de forma centralizada.
Las máquinas de votación difieren en usabilidad, seguridad, costo, velocidad, precisión y capacidad del público para supervisar las elecciones. Las máquinas pueden ser más o menos accesibles para votantes con diferentes discapacidades.
Los recuentos son más simples en los sistemas parlamentarios en los que solo hay una opción en la boleta y, a menudo, se cuentan manualmente. En otros sistemas políticos en los que hay muchas opciones en la misma papeleta, las máquinas suelen realizar los recuentos para obtener resultados rápidos.

## Máquinas históricas
En la Antigua Atenas (siglos V y IV a. C.), la votación se realizaba mediante guijarros de diferentes colores depositados en urnas, y luego mediante marcadores de bronce creados por el estado y sellados oficialmente. Este procedimiento sirvió para cargos electos, procedimientos de jurado y ostracismos. El primer uso de las boletas de papel fue en Roma en el 139 a. C., y su primer uso en los Estados Unidos fue en 1629 para seleccionar un pastor para la Iglesia de Salem.

### Votación mecánica

#### Pelotas
La primera propuesta importante para el uso de máquinas de votación vino de los cartistas en 1838 en el Reino Unido. Entre las reformas radicales solicitadas en La Carta del Pueblo se encuentran el sufragio universal y el voto secreto. Esto requirió cambios importantes en la conducción de las elecciones y, como reformadores responsables, los cartistas no solo exigieron reformas, sino que describieron cómo lograrlas, publicando el Anexo A, una descripción de cómo administrar un lugar de votación, y el Anexo B, una descripción de un máquina de votación que se utilizará en dicho lugar de votación.
La máquina para votar Chartist, atribuida a Benjamin Jolly de 19 York Street en Bath, permitía que cada votante emitiera un voto en una sola contienda. Esto coincidía con los requisitos de una elección parlamentaria británica. Cada votante debía emitir su voto dejando caer una bola de bronce en el orificio correspondiente en la parte superior de la máquina junto al nombre del candidato. Cada votante solo podía votar una vez porque a cada votante se le daba solo una bola de bronce. La bola avanzaba un contador mecánico para el candidato correspondiente al pasar por la máquina, y luego caía por el frente donde podía ser entregada al siguiente votante.

#### Botones
En 1875, Henry Spratt de Kent recibió una patente estadounidense para una máquina de votación que presentaba la boleta como una serie de botones pulsadores, uno por candidato. La máquina de Spratt fue diseñada para una típica elección británica con una sola carrera de pluralidad en la boleta.
En 1881, Anthony Beranek de Chicago patentó la primera máquina de votación apropiada para su uso en una elección general en los Estados Unidos. La máquina de Beranek presentó una serie de botones al votante, con una fila por oficina en la boleta y una columna por partido. Los enclavamientos detrás de cada fila impedían votar por más de un candidato por carrera, y un enclavamiento con la puerta de la cabina de votación restablecía la máquina para el siguiente votante cuando cada votante abandonaba la cabina.

#### Fichas
El psefógrafo fue patentado por el inventor italiano Eugenio Boggiano en 1907. Funcionaba colocando una ficha de metal en una de las varias ranuras etiquetadas. El psefógrafo contabilizaría automáticamente el total de fichas depositadas en cada ranura. El psefógrafo se utilizó por primera vez en un teatro en Roma, donde se utilizó para medir la opinión del público sobre una obra: "buena", "mala" o "indiferente".

#### Computadoras analógicas
La máquina de votación de 1910 de Lenna Winslow fue diseñada para ofrecer todas las preguntas de la boleta a los hombres y solo algunas a las mujeres porque las mujeres a menudo tenían sufragio parcial, podían poder votar sobre temas pero no candidatos. La máquina tenía dos puertas, una marcada como "Caballeros" y la otra marcada como "Damas". La puerta utilizada para ingresar a la cabina de votación activaría una serie de palancas e interruptores para mostrar la boleta completa para hombres y la boleta parcial para mujeres.

#### Diales
En julio de 1936, IBM había mecanizado la votación y la tabulación de boletas para elecciones de un voto único transferible. Usando una serie de diales, el votante podía registrar hasta veinte preferencias clasificadas en una tarjeta perforada, una preferencia a la vez. Se permitieron los votos por escrito. La máquina impedía que un votante anulara su boleta saltando clasificaciones y dando la misma clasificación a más de un candidato. Una máquina estándar de conteo de tarjetas perforadas tabularía los votos a una velocidad de 400 por minuto.

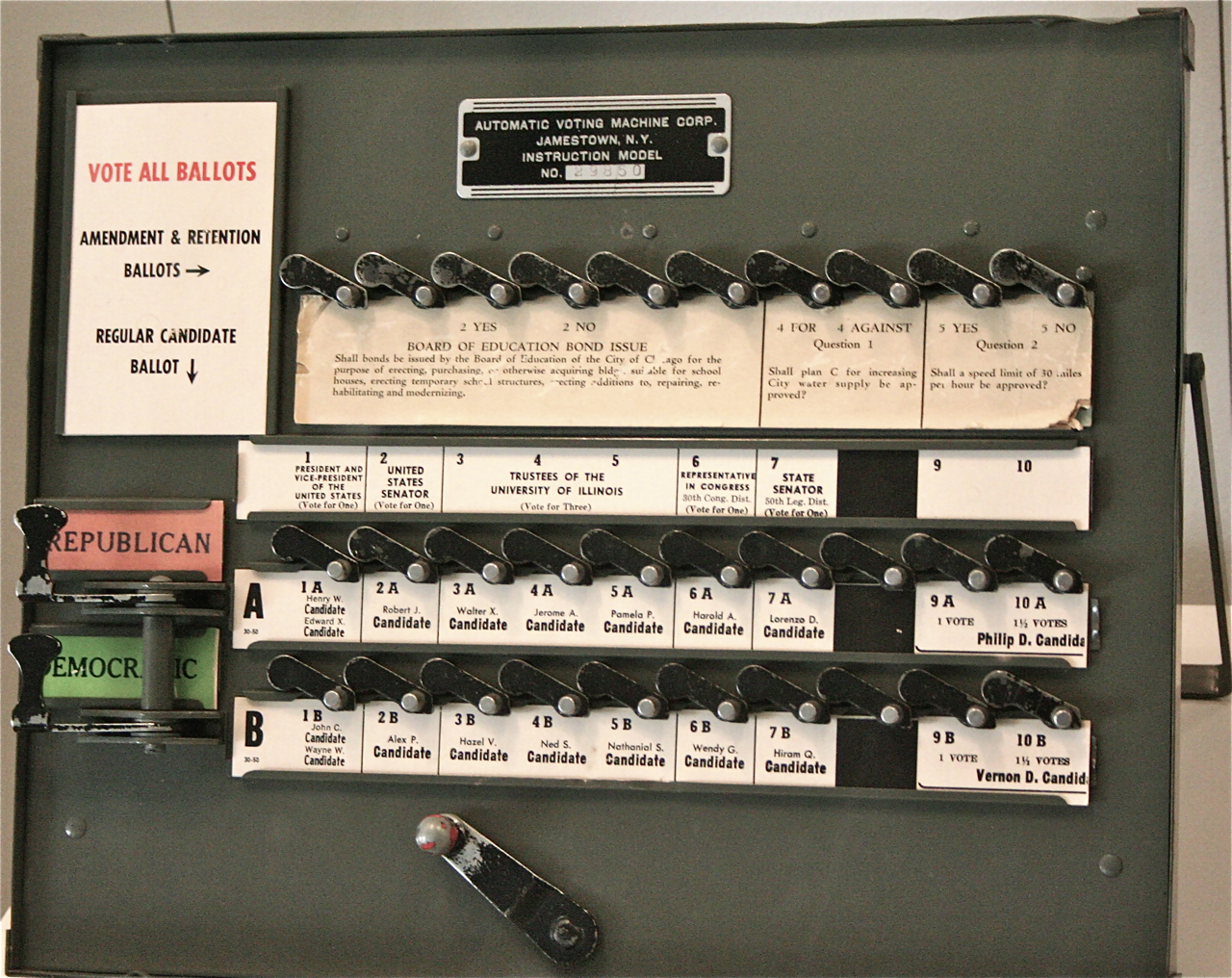
Versión de demostración de la máquina para votar estilo palanca en exhibición en el Museo Nacional de Historia Estadounidense.

#### Palancas
Las máquinas de palanca se usaron comúnmente en los Estados Unidos hasta la década de 1990. En 1889, Jacob H. Myers de Rochester, Nueva York, recibió una patente para una máquina de votación basada en la máquina de botones de 1881 de Beranek. Esta máquina se usó por primera vez en Lockport, Nueva York, en 1892. En 1894, Sylvanus Davis agregó una palanca de partido directo y simplificó significativamente el mecanismo de enclavamiento utilizado para hacer cumplir la regla del voto por uno en cada cargo. En 1899, Alfred Gillespie introdujo varios refinamientos. Fue Gillespie quien reemplazó la cabina de votación construida de metal con una cortina que estaba unida a la palanca de voto emitido, y Gillespie introdujo la palanca junto al nombre de cada candidato que se giraba para señalar ese nombre para poder votar por ese candidato. Dentro de la máquina, Gillespie descubrió cómo hacer que la máquina fuera programable para que pudiera apoyar elecciones en las que los votantes podían votar, por ejemplo, por 3 de cada 5 candidatos.
El 14 de diciembre de 1900, se formó la U.S. Standard Voting Machine Company, con Alfred Gillespie como uno de sus directores, para combinar las empresas que poseían las patentes de Myers, Davis y Gillespie. En la década de 1920, esta empresa (con varios nombres) tenía el monopolio de las máquinas de votación, hasta que, en 1936, Samuel y Ransom Shoup obtuvieron una patente para una máquina de votación de la competencia. En 1934, aproximadamente una sexta parte de todas las boletas presidenciales se emitían en máquinas de votación mecánicas, esencialmente todas hechas por el mismo fabricante.
Por lo general, un votante entraba en la máquina y tiraba de una palanca para cerrar la cortina, desbloqueando así las palancas de votación. El votante luego hace su selección mediante una serie de pequeñas palancas de votación que indican los candidatos o las medidas adecuadas. La máquina está configurada para evitar sobrevotos bloqueando a otros candidatos cuando se baja la palanca de un candidato. Cuando el votante ha terminado, se tira de una palanca que abre la cortina e incrementa los contadores apropiados para cada candidato y medida. Al cierre de las elecciones, los resultados son copiados a mano por el oficial de distrito, aunque algunas máquinas podían imprimir los totales automáticamente. Nueva York fue el último estado en dejar de usar estas máquinas, por orden judicial, en el otoño de 2009.

### Votación con tarjeta perforada

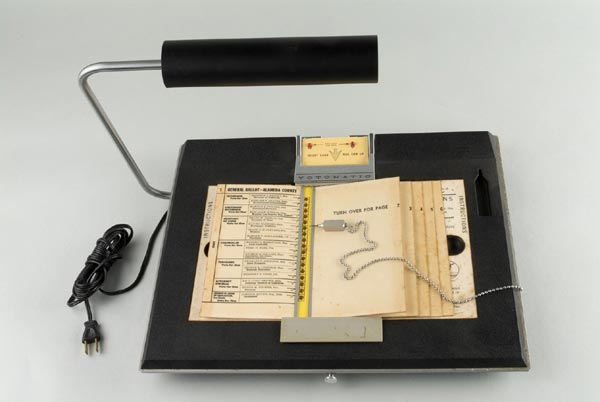
El registrador de votos Votomatic, una máquina de votación con tarjetas perforadas desarrollada originalmente a mediados de la década de 1960.

Los sistemas de tarjetas perforadas emplean una tarjeta (o tarjetas) y un pequeño dispositivo del tamaño de un portapapeles para registrar los votos. Los votantes hacen agujeros en las tarjetas con un dispositivo para marcar las boletas. Los dispositivos típicos de marcado de boletas llevan una etiqueta de boleta que identifica a los candidatos o problemas asociados con cada posición de marcado en la tarjeta, aunque en algunos casos, los nombres y los problemas se imprimen directamente en la tarjeta. Después de votar, el votante puede colocar la boleta en una urna, o la boleta puede introducirse en un dispositivo de tabulación de votos por computadora en el recinto.
La idea de votar haciendo agujeros en papel o tarjetas se originó en la década de 1890 y los inventores continuaron explorando esto en los años siguientes. A fines de la década de 1890, la máquina de votación de John McTammany era usada ampliamente en varios estados. En esta máquina, los votos se registraban perforando agujeros en un rollo de papel comparable a los utilizados en una pianola, y luego se tabulaban después del cierre de las urnas mediante un mecanismo neumático.
La votación con tarjeta perforada se propuso ocasionalmente a mediados del siglo XX, pero el primer gran éxito de la votación con tarjeta perforada se produjo en 1965, con el desarrollo de Joseph P. Harris del sistema de tarjeta perforada Votomatic. Esto se basaba en la tecnología Port-A-Punch de IBM. Harris concedió la licencia de Votomatic a IBM. William Rouverol construyó el sistema prototipo.
El sistema Votomatic tuvo mucho éxito. En las elecciones presidenciales de 1996, el 37.3% de los votantes registrados en los Estados Unidos utilizaba alguna variante del sistema de tarjetas perforadas.
Los sistemas de estilo votomático y las tarjetas perforadas recibieron una notoriedad considerable en 2000 cuando se alegó que su uso desigual en Florida afectó el resultado de las elecciones presidenciales de Estados Unidos.

## Máquinas de votación actuales

### Escaneo óptico (marksense)
En un sistema de votación de escaneo óptico, o marksense, las elecciones de cada votante se marcan en una o más hojas de papel, que luego pasan por un escáner. El escáner crea una imagen electrónica de cada boleta, la interpreta, crea un recuento para cada candidato y generalmente almacena la imagen para su posterior revisión.
El votante puede marcar el papel directamente, generalmente en un lugar específico para cada candidato. O el votante puede seleccionar opciones en una pantalla electrónica, que luego imprime los nombres elegidos y un código de barras o código QR que resume todas las opciones, en una hoja de papel para colocar en el escáner.
Se han encontrado cientos de errores en los sistemas de escaneo óptico, desde la alimentación de boletas boca abajo, múltiples boletas extraídas a la vez en el conteo central, atascos de papel, sensores rotos, bloqueados o sobrecalentados que malinterpretan algunas o muchas boletas, impresión que no se alinea con programación, errores de programación y pérdida de archivos. La causa de cada error de programación rara vez se encuentra, por lo que no se sabe cuántos fueron accidentales o intencionales.

### Electrónico de grabación directa (EGD)

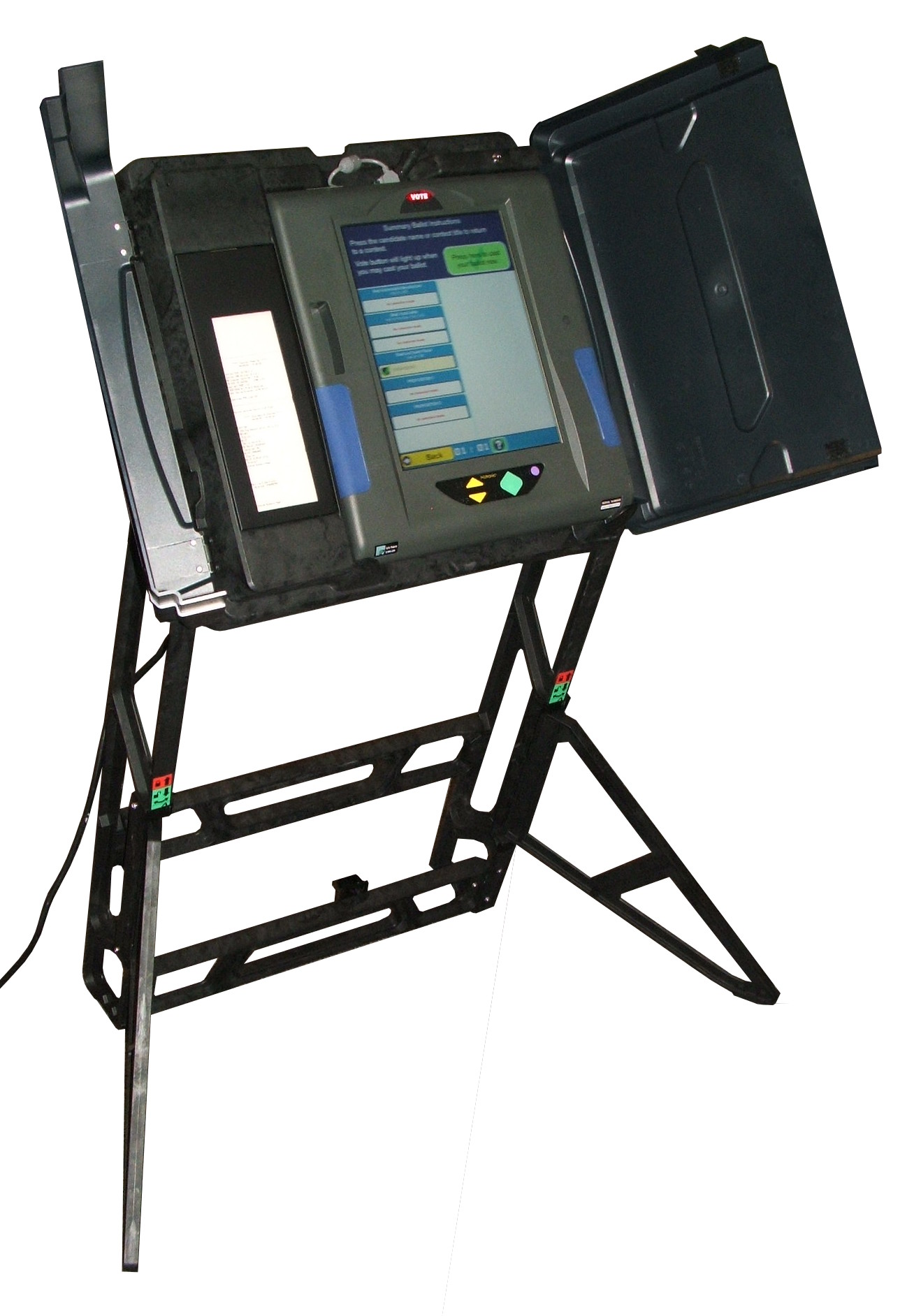
EGD con papel para que el votante verifique (VVPAT)

En un sistema de máquina de votación EGD, una pantalla táctil muestra las opciones al votante, quien elige las opciones y puede cambiar de opinión tantas veces como sea necesario, antes de emitir el voto. El personal inicializa a cada votante una vez en la máquina, para evitar que se repita la votación. Los datos de las votaciones se registran en componentes de memoria y se pueden copiar al final de la elección.
Algunas de estas máquinas también imprimen los nombres de los candidatos seleccionados en papel para que el votante los verifique, aunque menos del 40% los verifica. Estos nombres en papel se guardan detrás de un cristal en la máquina y se pueden usar para auditorías electorales y recuentos si es necesario. El recuento de los datos de la votación se imprime en el extremo de una cinta de papel. La cinta de papel se llama pista de auditoría de papel verificada por el votante (VVPAT). Los VVPAT se pueden contar en 20-43 segundos de tiempo del personal por voto (no por boleta).
Para máquinas sin VVPAT, no hay registro de votos individuales para verificar. Para las máquinas con VVPAT, la verificación es más costosa que con las boletas de papel, porque en el papel térmico endeble en un rollo largo y continuo, el personal a menudo pierde su lugar y la impresión tiene cada cambio de cada votante, no solo sus decisiones finales.
Los problemas han incluido el acceso web público al software, antes de que se cargue en las máquinas para cada elección, y errores de programación que incrementan a diferentes candidatos de los que seleccionan los votantes. El Tribunal Constitucional de Alemania determinó que no se podían permitir votar con las máquinas existentes porque no se podían controlar por el público.
Se han demostrado manipulaciones exitosas en condiciones de laboratorio.

## Ubicación del conteo
Las exploraciones ópticas se pueden realizar en el lugar de votación, en el "recinto" o en otro lugar. Las máquinas EGD siempre cuentan en el recinto.

### Sistema de votación por recuento de distrito
Un sistema de votación por recuento de precintos es un sistema de votación que cuenta los votos en el lugar de votación. Las máquinas de recuento de distritos electorales suelen analizar las papeletas a medida que se emiten. Este enfoque permite que los votantes sean notificados de errores de votación, como sobrevotos, y puede evitar que se pierdan los votos. Una vez que el votante tiene la oportunidad de corregir cualquier error, la máquina de recuento de precintos contabiliza esa boleta. Los totales de votos se hacen públicos solo después del cierre de la votación. Los EGD y los escáneres de recintos tienen almacenamiento electrónico de los recuentos de votos y pueden transmitir los resultados a una ubicación central a través de redes públicas de telecomunicaciones.

### Sistema de votación por conteo central

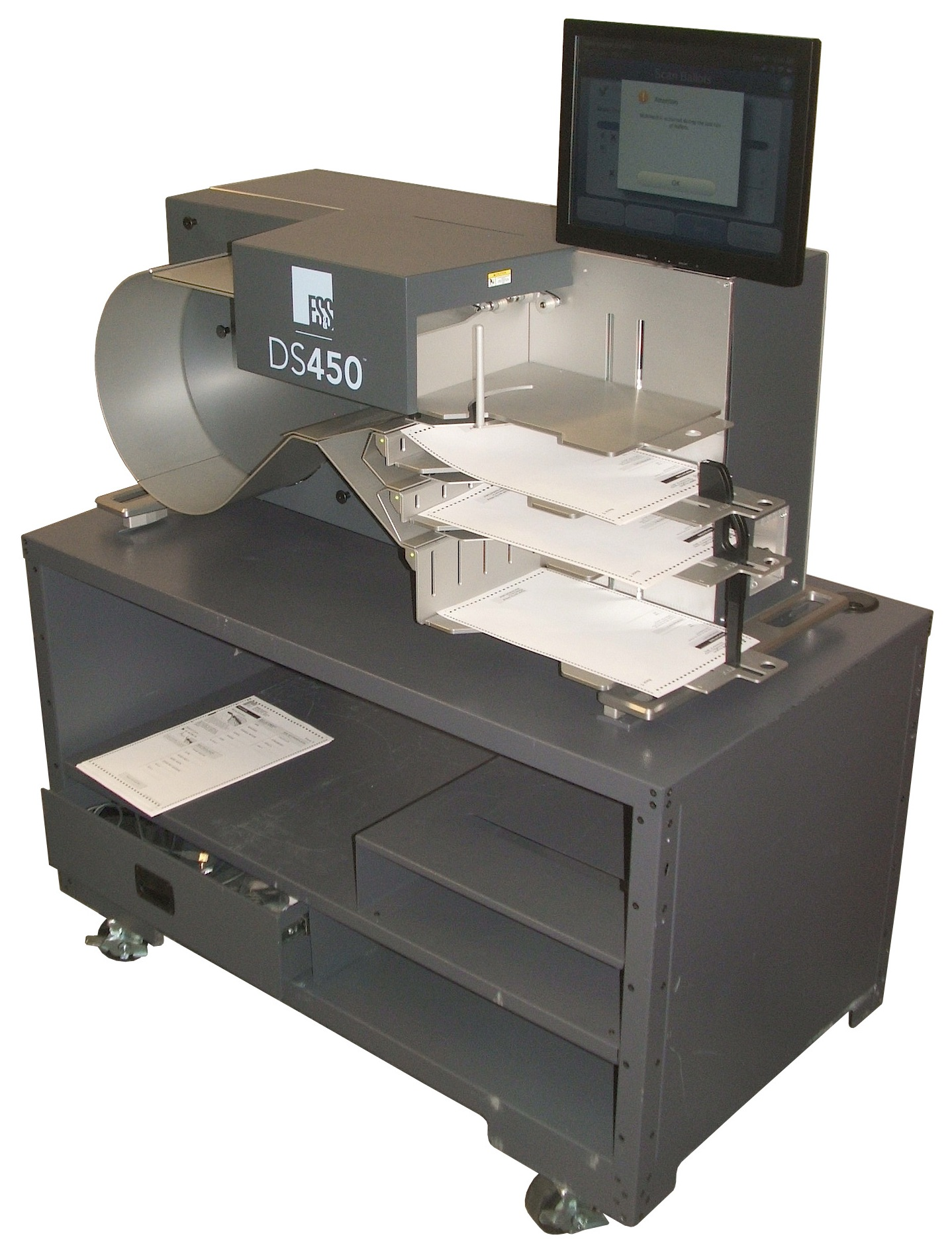
Un escáner de boletas de conteo central de velocidad media, el DS450 fabricado por Election Systems & Software puede escanear y clasificar alrededor de 4000 boletas por hora.

Un sistema de votación de recuento central es un sistema de votación que cuenta las papeletas de varios recintos en una ubicación central. Los sistemas de escrutinio central también se utilizan comúnmente para procesar las papeletas de voto en ausencia.
El escrutinio central se puede realizar a mano, y en algunas jurisdicciones, el escrutinio central se realiza utilizando el mismo tipo de máquina de votación que se utiliza en los lugares de votación, pero desde la introducción del sistema de votación con tarjeta perforada Votomatic y el sistema electrónico de recuento de votos Norden en el En la década de 1960, los tabuladores de papeletas de alta velocidad se han utilizado ampliamente, particularmente en las grandes jurisdicciones metropolitanas. En la actualidad, los escáneres de alta velocidad para productos básicos a veces cumplen este propósito, pero también se encuentran disponibles escáneres de papeletas para propósitos especiales que incorporan mecanismos de clasificación para separar las papeletas contadas de las que requieren interpretación humana.
Las papeletas con voto se colocan normalmente en urnas seguras en el lugar de votación. Las papeletas de votación almacenadas y/o los recuentos de precinto se transportan o transmiten a un lugar central de recuento. El sistema produce un informe impreso del recuento de votos y puede producir un informe almacenado en medios electrónicos adecuados para su difusión o publicación en Internet.

### Administración de elecciones
- Comisión de Asistencia Electoral
- Pautas del Sistema de Votación Voluntaria Federal de Estados Unidos
- Vote.NIST.gov – Página de la Ley de Voto del Instituto Nacional de Estándares y Tecnología para ayudar a Estados Unidos.

### Informativo
- La lista de investigación de la Biblioteca de Tecnología Electoral – Una lista completa de investigaciones relacionadas con el uso de tecnología en las elecciones.
- Información sobre votación electrónica del Proyecto ACE
- Proyecto de Reforma Electoral AEI-Brookings
- Selker, Ted Revista Scientific American Arreglando el Voto octubre de 2004
- La Maquinaria de la Democracia: Seguridad, Accesibilidad, Usabilidad y Costo del Sistema de Votación del Brennan Center for Justice at NYU School of Law
- Quién es quién en tecnología electoral Archivado el 1 de mayo de 2017 en Wayback Machine.
- Proyecto de Recnología de Votación Caltech/MIT
- Libro de Votaciones Black Box

- Datos: Q1779692
- Multimedia: Voting machines / Q1779692